# Plastochinone
Il plastochinone (PQ) è una molecola di chinone coinvolta nella catena di trasporto degli elettroni nelle reazioni luce-dipendenti della fotosintesi. Il plastochinone è ridotto (accetta due protoni (H+) dalla matrice stromale del cloroplasto, accoppiati a due elettroni (e-) dal fotosistema II) formando plastochinolo. Esso trasporta i protoni al lume di dischi tilacoidali, mentre gli elettroni proseguono attraverso il citocromo b6f della catena di trasporto degli elettroni. Il prefisso plasto- allude alla localizzazione cellulare di questo composto, interna ai plastidi.

## Struttura e funzione
Strutturalmente il plastochinone è una molecola di 2,3-dimetil-1,4-benzochinone dotata di una catena laterale di nove unità di isoprene.
Il plastochinone viene identificato dal numero di unità di isoprene presenti nella catena laterale, in questo caso PQ-9. Questa catena laterale idrofoba permette l'ancoraggio della molecola alla membrana tilacoidale.

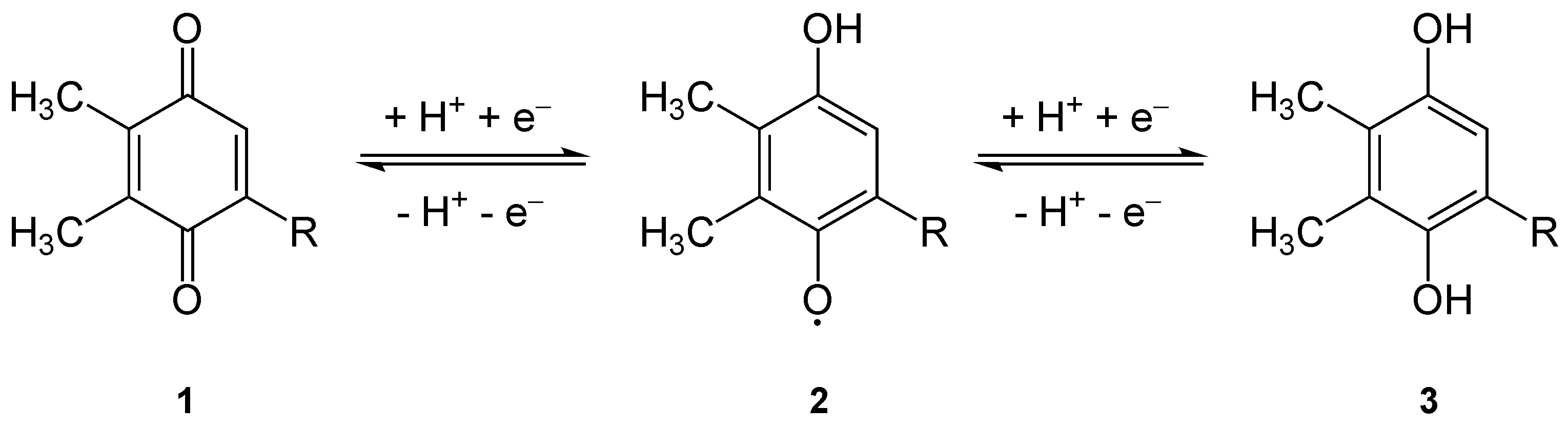
Stadi della riduzione del plastochinone (1), prima a semichinone (2) e infine a plastochinolo (3).

## Derivati artificiali
Alcuni derivati sono stati progettati come farmaci in grado di penetrare attraverso le membrane cellulari, tra questi vi sono SkQ1 (plastochinonil-decil-trifenilfosfonio), SkQR1 (l'analogo di SkQ1 contenente rodamina) e SkQ3 che hanno proprietà anti-ossidanti e attività di trasporto di protoni. SkQ1 in particolare si propone come un trattamento contro l'invecchiamento.